# Saison 2014-2015 de l'Atlantique stade rochelais
Cette page présente la saison 2014-2015 de l'Atlantique stade rochelais en Top 14 et en European Rugby Challenge Cup (ERCC2).

## Entraîneurs
- Patrice Collazo : Entraineur principal et avants et responsable du recrutement
- Xavier Garbajosa : Entraineur des arrières
- Akvsenti Giorgadze : Entraîneur spécialisé pour les touches
- Michele Colosio : Responsable préparation physique
- Thibault Hugueny : Préparation physique
- Julien Rongier : Préparation physique
- Patrice Zapata : Course, vitesse
- Matthieu Leroy : Vidéo, statistiques
- Florent Agounine : Vidéo, performance

## Effectif 2014-2015
| Nom                       | Poste            | Naissance  | Nationalité sportive | International | Dernier club              | Arrivée au club (année) |
| ------------------------- | ---------------- | ---------- | -------------------- | ------------- | ------------------------- | ----------------------- |
| Atonio Uini               | Pilier           | 26/03/1990 | Nouvelle-Zélande     |               | Counties Manukau          | 2011                    |
| Mike Corbel               | Pilier           | 09/04/1992 | France               | -             | ASM Clermont              | 2013                    |
| Benoît Bourrust           | Pilier           | 16/06/1985 | France               | -             | Cardiff Blues             | 2014                    |
| Lekso Kaulashvili         | Pilier           | 27/08/1992 | Géorgie              | -             | Formé au club             | 2013                    |
| Hikairo Forbes            | Pilier           | 05/03/1986 | Nouvelle-Zélande     | -             | Union Bordeaux-Bègles     | 2013                    |
| Thomas Synaeghel          | Pilier           | 26/04/1987 | France               |               | Biarritz olympique        | 2014                    |
| Vincent Pelo              | Pilier           | 22/04/1988 | France               | -             | CS Bourgoin-Jallieu       | 2014                    |
| Jordan Seneca             | Pilier           | 03/12/1991 | France               | -             | Stade français Paris      | 2012                    |
| Rassie Van Vuuren         | Talonneur        | 23/05/1985 | Afrique du Sud       | -             | Montpellier Hérault rugby | 2013                    |
| Benjamin Geledan          | Talonneur        | 08/04/1990 | France               | -             | Biarritz olympique        | 2010                    |
| Romain Sazy               | Deuxième ligne   | 14/10/1986 | France               | -             | US Montauban              | 2010                    |
| Leandro Cedaro            | Deuxième ligne   | 16/02/1988 | Italie               |               | Stade Montois             | 2012                    |
| Cobus Grobler             | Deuxième ligne   | 02/02/1981 | Afrique du Sud       | -             | Golden Lions              | 2008                    |
| Jason Eaton               | Deuxième ligne   | 21/08/1982 | Nouvelle-Zélande     |               | NTT Shining Arcs          | 2014                    |
| Romana Graham (en)        | Deuxième ligne   | 29/06/1986 | Nouvelle-Zélande     |               | Exeter Chiefs             | 2014                    |
| Nicolas Djebaïli          | Troisième ligne  | 29/01/1980 | France               | -             | Formé au club             | 2001                    |
| Benoît Guyot              | Troisième ligne  | 18/01/1989 | France               | -             | Biarritz olympique        | 2014                    |
| Jone Qovu                 | Troisième ligne  | 26/07/1985 | Fidji                | -             | Racing Metro 92           | 2014                    |
| Loann Goujon              | Troisième ligne  | 23/04/1989 | France               |               | ASM Clermont              | 2012                    |
| Kevin Gourdon             | Troisième ligne  | 23/01/1990 | France               | -             | ASM Clermont              | 2012                    |
| Arnaud Dorier             | Troisième ligne  | 30/04/1986 | France               | -             | Lyon OU                   | 2012                    |
| Zeno Kieft                | Troisième ligne  | 02/02/1991 | Pays-Bas             | -             | Formé au club             | 2013                    |
| Julien Audy               | Demi de mêlée    | 21/11/1984 | France               | -             | US Oyonnax                | 2013                    |
| Julien Berger             | Demi de mêlée    | 10/01/1990 | Belgique             |               | Kituro Rugby Club         | 2009                    |
| Jules Le Bail             | Demi de mêlée    | 09/02/1992 | France               | -             | Formé au club             | 2010                    |
| Fabien Fortassin          | Demi d'ouverture | 08/01/1984 | France               | -             | Tarbes Pyrénées           | 2013                    |
| Jean-Pascal Barraque      | Demi d'ouverture | 24/04/1991 | France               | -             | Stade toulousain          | 2014                    |
| Peter John Grant          | Demi d'ouverture | 15/08/1984 | Afrique du Sud       |               | Stormers                  | 2014                    |
| Gonzalo Canale            | Centre           | 11/11/1982 | Italie               |               | ASM Clermont              | 2012                    |
| Malietoa Hingano          | Centre           | 12/03/1991 | Australie            | -             | Manly RUFC                | 2014                    |
| Jean-Philippe Grandclaude | Centre           | 04/08/1982 | France               |               | USA Perpignan             | 2012                    |
| Charles Lagarde           | Centre           | 20/07/1992 | France               | -             | Formé au club             | 2009                    |
| Albert Vulivuli           | Centre           | 26/05/1985 | Fidji                |               | Racing Métro 92           | 2013                    |
| Hamish Gard               | Centre           | 21/06/1985 | Nouvelle-Zélande     | -             | Montpellier Hérault rugby | 2013                    |
| Levani Botia              | Centre           | 14/03/1989 | Fidji                |               | Nadroga Rugby             | 2014                    |
| Damien Cler               | Ailier           | 02/10/1983 | France               | -             | Stade montois             | 2011                    |
| Alofa Alofa               | Ailier           | 12/03/1991 | Nouvelle-Zélande     | -             | New South Wales Waratahs  | 2014                    |
| Sireli Bobo               | Ailier           | 28/01/1976 | Fidji                |               | Red Hurricanes d'Osaka    | 2014                    |
| Arthur Cestaro            | Arrière          | 17/05/1990 | France               | -             | Formé au club             | 2012                    |
| Kini Murimurivalu         | Arrière          | 15/05/1989 | Fidji                |               | ASM Clermont              | 2012                    |

## Calendrier[3]

### Top 14
| - CA Brive - Stade rochelais : 37-15 - RC Toulon - Stade rochelais : 60-19 - Stade rochelais - Stade toulousain : 37-25 - FC Grenoble - Stade rochelais : 30-12 - Stade rochelais - Castres olympique : 41-16 - Stade rochelais - Union Bordeaux Bègles : 26-29 - Stade français - Stade rochelais : 43-10 - Stade rochelais - Lyon OU : 29-10 - ASM Clermont - Stade rochelais : 30-10 - Stade rochelais - Montpellier HR : 21-15 - US Oyonnax - Stade rochelais : 37-9 - Stade rochelais - Aviron bayonnais : 19-19 - Racing Métro 92 - Stade rochelais : 27-8 | - Stade rochelais - CA Brive : 19-12 - Stade rochelais - RC Toulon : 32-29 - Stade toulousain - Stade rochelais : 29-26 - Stade rochelais- FC Grenoble : 19-15 - Castres olympique - Stade rochelais : 30-15 - Union Bordeaux Bègles - Stade rochelais : 21-22 - Stade rochelais - Stade français : 19-19 - Lyon OU - Stade rochelais : 16-16 - Stade rochelais - ASM Clermont : 16-12 - Montpellier HR - Stade rochelais : 15-15 - Stade rochelais - US Oyonnax : 35-20 - Aviron bayonnais - Stade rochelais : 45-12 - Stade rochelais - Racing Métro 92 : 18-18 |

Avec 10 victoires, 5 nuls et 11 défaites l'Atlantique stade rochelais termine à la 9e place du top 14 et n'est pas qualifié pour la phase finale.

### European Rugby Challenge Cup
Dans l'European Rugby Challenge Cup l'Atlantique stade rochelais fait partie de la poule 2 et sera opposé aux Anglais de Exeter Chiefs, aux Irlandais du Connacht Rugby et aux Français du l'Aviron bayonnais.
| - Connacht Rugby - Stade rochelais : 48-12 - Stade rochelais - Aviron bayonnais : 25-13 - Stade rochelais - Exeter Chiefs : 10-36 | - Stade rochelais - Connacht Rugby : 20-30 - Aviron bayonnais - Stade rochelais : 14-0 - Exeter Chiefs - Stade rochelais : 41-17 |

Avec 1 victoire et 5 défaites, l'Atlantique stade rochelais termine 4e de la poule 2 et n'est pas qualifié.

## Statistiques

### Statistiques collectives[4]
Attaque
9e attaque du championnat
- 508 points marqués
  - 41 essais
  - 30 transformations (73 % de réussite)
  - 79 pénalités (71 % de réussite)
  - 2 drops (40 % de réussite)

Défense
12e défense du championnat
- 614 points encaissés
  - 60 essais
  - 46 transformations
  - 73 pénalités
  - 1 drop

### Statistiques individuelles
Meilleurs réalisateurs
1. Julien Audy : 138 points
2. Peter Grant : 83 points
3. Fabien Fortassin : 53 points
4. Jean-Pascal Barraque : 38 points
5. Alofa Alofa : 35 points
6. Kini Murimurivalu : 25 points
7. Jules Le Bail : 24 points
8. Sireli Bobo : 20 points

Meilleurs marqueurs d'essais
1. Alofa Alofa : 7 essais (35 points)
2. Kini Murimurivalu : 5 essais (25 points)
3. Sireli Bobo : 4 essais (20 points)
4. Julien Audy : 3 essais (15 points)
5. Jean-Pascal Barraque : 3 essais (15 points)
6. Levani Botia : 3 essais (15 points)
7. Malietoa Hingano : 3 essais (15 points)

Meilleurs buteurs
1. Julien Audy : 123 points
2. Peter Grant : 83 points
3. Fabien Fortassin : 53 points
4. Jules Le Bail : 24 points
5. Jean-Pascal Barraque : 23 points
6. Hamish Gard : 5 points